# Измайлово (район на Москва)
Измайлово е административен район на Източен окръг в Москва.